# Kabinda flygplats
Kabinda flygplats, även kallad Tunta eller Ntunta, är en statlig flygplats vid staden Kabinda i Kongo-Kinshasa. Den ligger i provinsen Lomami, i den centrala delen av landet, 1 000 km öster om huvudstaden Kinshasa. Kabinda flygplats ligger 808 meter över havet. IATA-koden är KBN och ICAO-koden FZWT. Under perioden 2012–2015, den senaste för vilken statistik är tillgänglig, hade flygplatsen ingen trafik.